# 시밍쩌
시밍쩌(중국어: 习明泽, 1992년 6월 25일~)는 시진핑 공산당 중앙위원회 총서기의 영애이다. 시밍쩌는 시진핑 총서기의 외동딸이며 2010년 9월에 시녀들과 경호대들의 경호를 받고 있으며 하버드 대학교에 입학하였다고 보도되었다.